# Museo paleontologico Silvio Lai
Il museo paleontologico Silvio Lai è situato nei pressi di Peagna, frazione di Ceriale in provincia di Savona.

## Storia
Il museo è stato fondato nel 1993. L'allestimento attuale è stato inaugurato nel 2008, e completato nel 2010.

## Le sale
Il percorso di visita inizia dall'“armadio paleontologico", dove il visitatore può seguire un percorso, a livelli differenziati di approfondimento, aprendo la serie di ante e cassetti che compongono la struttura. L'"armadio" invita a scoprire il mondo dei fossili e, in particolare, quelli del giacimento del Pliocene inferiore del Rio Torsero, fornendo informazioni sui concetti basilari della paleontologia, sui processi di fossilizzazione, sulla geologia e sulla paleogeografia dell'area della Riserva naturale regionale di Rio Torsero. Due tavole propongono una ricostruzione paleoambientale dei fondali marini pliocenici.
Una serie di "box" inseriti nel pavimento contiene blocchi di rocce fossilifere dell'era cenozoica, provenienti da alcuni dei siti paleontologici più importanti della Liguria.
La visita si conclude con l'ingresso nella “chiocciola”, una saletta ricavata all'interno di una struttura a forma di conchiglia. L'allestimento ripercorre lo scorrere del tempo geologico della Terra, vedendolo materializzato, epoca dopo epoca, nei fossili esposti.
Il museo è dotato di una sala conferenze, di un laboratorio e di una piccola biblioteca/emeroteca.
Nell'area esterna, un piccolo giardino botanico descrive l'evoluzione della flora terrestre dal Paleozoico, dominata da Felci, Licofite e Sfenofite, passando per il Mesozoico (regno delle Gimnosperme), per giungere fino al Cenozoico, che comprende la nostra epoca, la cui flora è dominata dalle Angiosperme. I grandi gruppi sistematici sono rappresentati da piante attuali come Equisetum hyemale, Cycas revoluta e Wollemia nobilis, le cui origini affondano in epoche remote.